# Sandra Reemer
Barbara Alexandra Reemer, detta Sandra (Bandung, 17 ottobre 1950 – Amsterdam, 6 giugno 2017), è stata una cantante olandese, nata nell'attuale Indonesia.
Ha rappresentato i Paesi Bassi all'Eurovision Song Contest in tre diverse occasioni: nel 1972, in duetto con Dries Holten sotto il nome Sandra & Andres, nel 1976 e nel 1979, utilizzando in quest'ultima occasione lo pseudonimo Xandra.